# Адміністративні будівлі

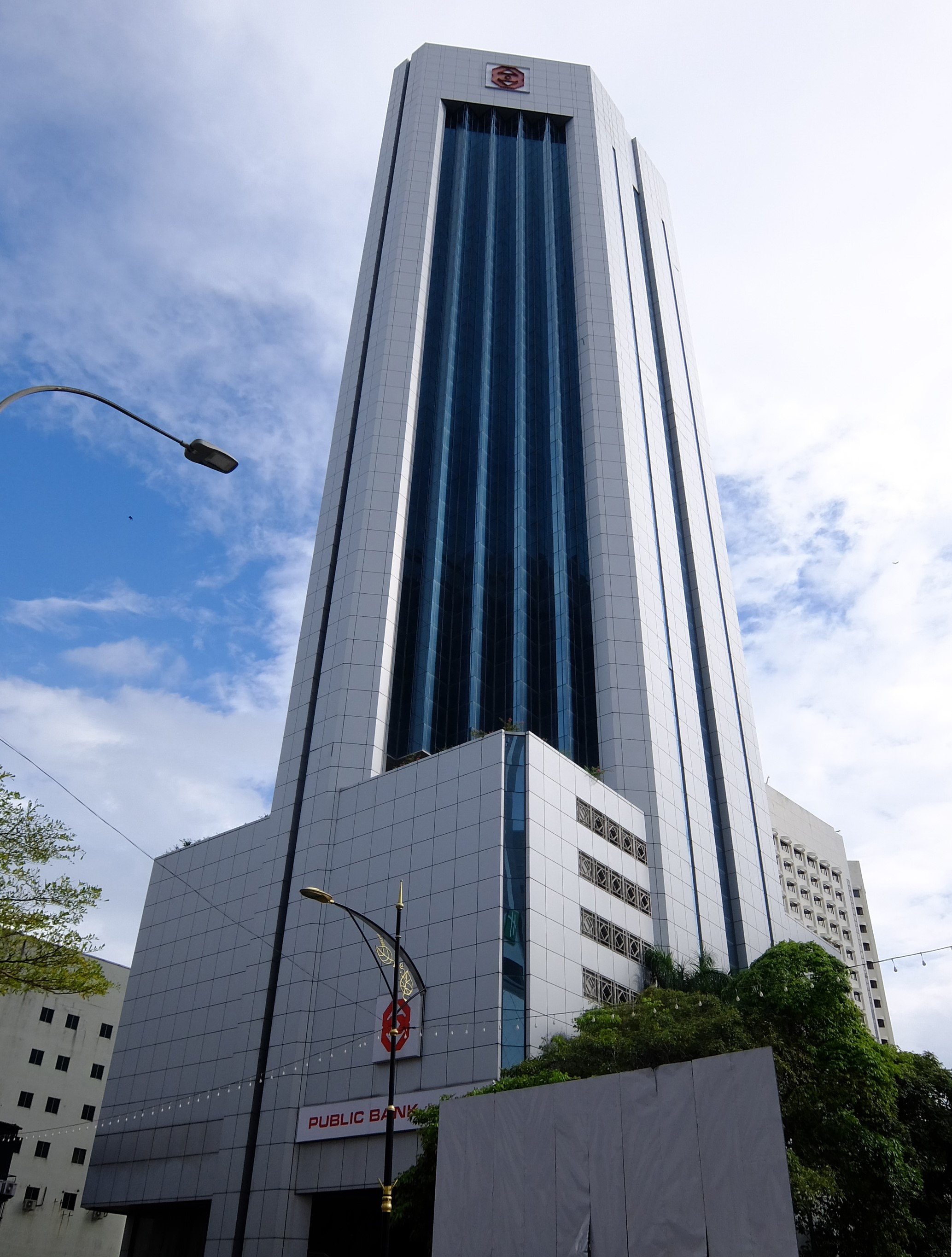
Адміністративні будівлі

Адміністрати́вні спору́ди — будівлі, призначені для різних, здебільшого державних, установ (Адміністративні будинки, у тому числі будинки управління (офіси)).
У царській Росії — будинки міської думи, штабу військового округу, т. з. «присутствених місць» тощо.

## Адміністративні споруди в СРСР
В СРСР створені нові типи А. с, що відповідають соціалістич. суспільному ладові, — Палаци Рад, будинки Верховних Рад, Рад Міністрів, раднаргоспів, міськрад, райрад та ін.